# Juanoto Berardi
Juanoto Berardi (italià: Giannotto Berardi)  (Florència, 1457 (Gregorià) - Sevilla, 15 de desembre de 1495 (Gregorià)) fou un comerciant florentí als serveis dels Mèdici. Va arribar a ser el comerciant florentí més influent a Andalusia. Era representant a Sevilla de Bartolomé Machine, que tenia arrendada la Guinea al rei de Portugal. La seva activitat comercial es basava en el comerç d'or i esclaus i va ser proveïdor d'aprests de les naus, entre ells els utilitzats per Colom en els seus viatges al Nou Món.
En una carta dels reis catòlics se l'anomena com Iohaneto Berardi. Jordi Bilbeny el fa mallorquí de la família dels Berard a on trobem a un Joan Berard amb el seu fill Joanot Berard que tenien tractes comercials amb els Bertran de Barcelona.
El seu poder era tal que l'abril del 1492, quan Cristòfol Colom i els Reis Catòlics firmaven les "Capitulacions de Santa Fe", Berardi i el genovès Francesc de Riberola (banquer que va arribar a ser amic de Colom) esperaven per signar un tractat que autoritza conquerir l'illa de Palma a Fernández de Lugo, i en el qual ells actuaven com a socis capitalistes. Va tenir al seu servei a Amerigo Vespucci des de l'any 1492.
Al tornar Colom del seu primer viatge, Berardi fou una de les primeres persones a las que visità. El 23 de maig de 1493 va rebre l'encàrrec de la Corona d'armar una nau per l'Almirall, que finalment es va convertir en una flota de 17 vaixells que van partir cap a les Índies Occidentals el 25 de setembre (Segon viatge de Colom). Poc temps després Berardi va rebre a Bartomeu Colom, germà del descobridor, abans que marxés cap a l'illa La Espanyola. En 1494 els germans Colom van enviar a Berardi un gran contingent d'esclaus amb els que esperaven aconseguir grans beneficis econòmics, però els reis anul·laren la venda per dubtes sobre la seva legalitat.
Berardi va invertir molts diners en les expedicions de Colom. En el seu testament de 1495 diu que Colom li devia 180.000 maravedís, deixà grans deutes als seus socis comercials. L'any 1512 els seus hereus encara li devien 144.000 maravedís a Vespucci.
Moriria a finals de 1495.